# 三嶋溝抗命
三嶋溝杭命は、日本神話に登場する神、あるいは人物。

## 系譜
『古事記』や『日本書紀』、『先代旧事本紀』によれば、娘には神武天皇の妻である比売多々良伊須気余理比売の母・勢夜陀多良比売（玉櫛媛命）がいるとされ、事代主神または大物主神の妻となり媛蹈鞴五十鈴媛命を生んだとされる。
上記のように記紀、旧事紀に「神御子」と記される勢夜陀多良比売の御祖であり、なぜ勢夜陀多良比売が「神御子」と呼ばれるか？　という所以において、それが三島湟咋耳神の娘だから「神御子」なのだと記される。娘は出雲最期の后であり、孫娘は大和最初の皇后である。国譲り、日本建国神話の実態に大きく関わる最古の海神であり、八咫烏、賀茂建角身とも同じとされる。
皇室神祇官が祀る伊豆宇佐美の比波預天神社では、その祭神 加理波夜須多祁比波預命（亦の名を樋速日神）をこの三島湟咋耳神の王子と石標へ刻印し、社伝には長子と記されてある。